# Stanisław Wójtowicz (1908–1986)
Stanisław Wójtowicz (ur. 14 kwietnia 1908 w Kazimierówce, zm. 21 września 1986) – polski rolnik, poseł na Sejm PRL IV i V kadencji.

## Życiorys
Uzyskał wykształcenie podstawowe, z zawodu rolnik. Przed II wojną światową pracował w majątkach ziemskich jako robotnik rolny, a po wojnie jako agronom. Brał udział w przeprowadzaniu reformy rolnej, a także w organizowaniu organów administracji terenowej oraz wiejskiej spółdzielczości. W 1955 został przewodniczącym Gromadzkiej Rady Narodowej w Rudzie-Hucie. Był sekretarzem Gminnego Komitetu Zjednoczonego Stronnictwa Ludowego w Rudzie-Hucie, zasiadał też w prezydium Powiatowego Komitetu partii w Chełmie. W 1965 i 1969 uzyskiwał mandat posła na Sejm PRL w okręgu Chełm. W trakcie IV kadencji zasiadał w Komisji Leśnictwa i Przemysłu Drzewnego, a w trakcie V kadencji w Komisji Komunikacji i Łączności.
Został pochowany na cmentarzu komunalnym w Chełmie.

## Odznaczenia
- Srebrny Krzyż Zasługi
- Medal 10-lecia Polski Ludowej (1954)[2]
- Odznaka 1000-lecia Państwa Polskiego (1966)[3]